# Usilampatti
Usilampatti är en ort i Indien.   Den ligger i distriktet Madurai och delstaten Tamil Nadu, i den södra delen av landet, 2 100 km söder om huvudstaden New Delhi. Usilampatti ligger 217 meter över havet och antalet invånare är 30 675.
Terrängen runt Usilampatti är kuperad västerut, men österut är den platt. Terrängen runt Usilampatti sluttar österut. Runt Usilampatti är det tätbefolkat, med 331 invånare per kvadratkilometer. Usilampatti är det största samhället i trakten. Omgivningarna runt Usilampatti är en mosaik av jordbruksmark och naturlig växtlighet.